# Jurij Malyšev
Jurij Aleksandrovič Malyšev (in russo Юрий Александрович Малышев?; 1º febbraio 1947) è un ex canottiere sovietico.

## Palmarès

### Olimpiadi
- 1 medaglia:
  - 1 oro (Monaco di Baviera 1972 nel singolo)